# Gustaf Svensson i Vä
Gustaf Svensson, Svensson i Vä, född 11 juni 1901 i Reftele, död där 29 augusti 1997, var en centerpartistisk politiker.
Svensson var ledamot av riksdagens andra kammare 1944-1956 och från 1958-1968 för Jönköpings läns valkrets.